# Henning Daniel Ramberg
Henning Daniel Ramberg (geboren 1641; gestorben 1714) war ein deutscher Jurist und Kurfürstlich Braunschweig-Lüneburgischer Amtmann im Amt Fallersleben.

## Leben
Der zur Zeit des Dreißigjährigen Krieges geborene Ramberg stammte väterlicherseits von einem Amtmann in Brunstein bei Northeim ab. Er studierte Rechtswissenschaften an der Ludwigs-Universität in Gießen, an der er 1663 unter dem Hochschullehrer und Staatswissenschaftler Martin Müller seine in lateinischer Sprache verfasste juristische Dissertation ablegte zum Thema De injuriis.

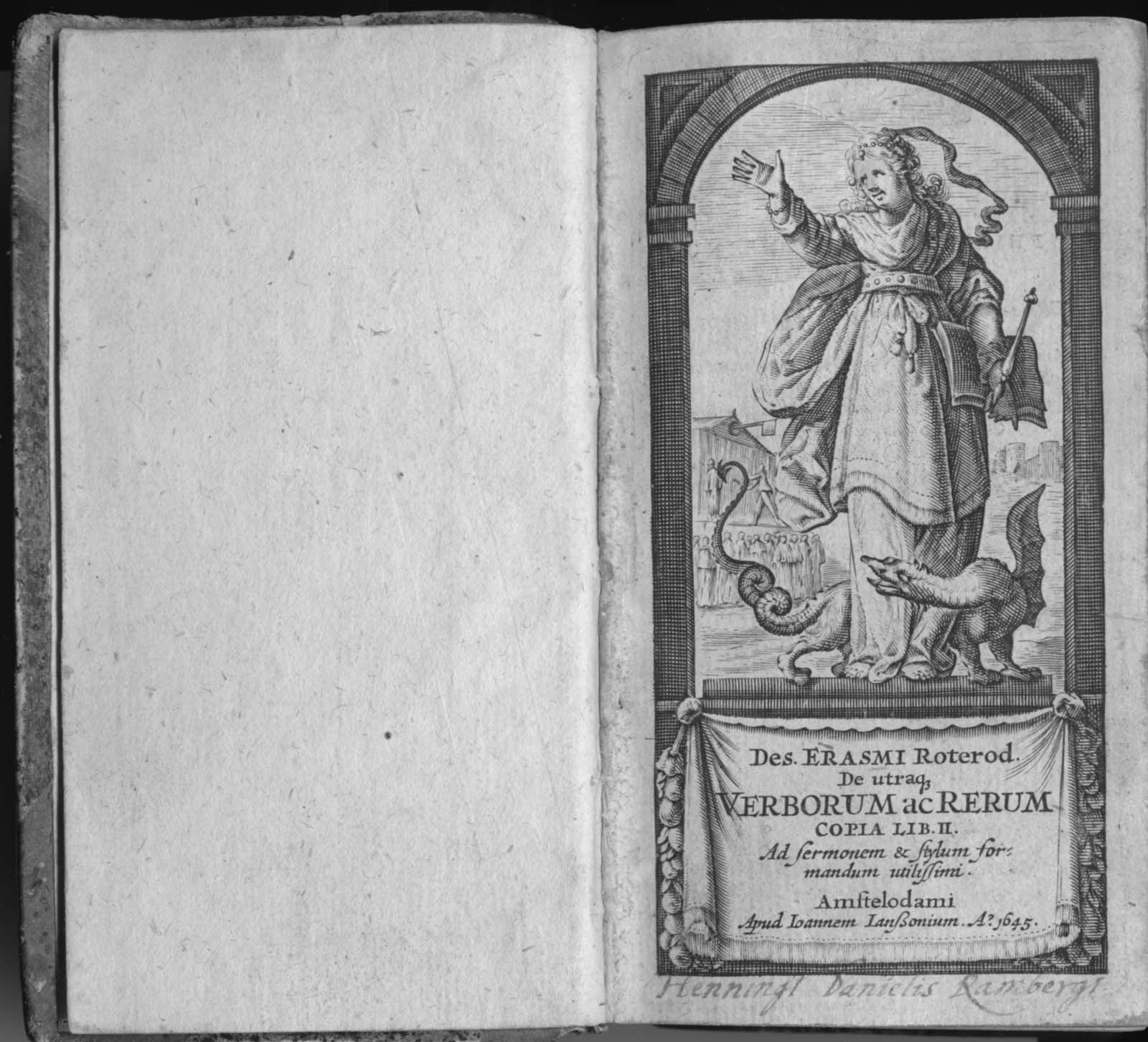
Eigentumsvermerk Rambergs unter dem Titelkupfer des Des. Erasmi Roterod. ... von 1645

Als erster der Rambergs im Amt Fallersleben, das „zwischen 1677 und 1754 [...] ununterbrochen durch drei Generationen der Familie“ verwaltet wurde, trat er sein Amt zur Zeit des Herzogtums Braunschweig-Lüneburgisch als Nachfolger von Johann Westphale im Jahr 1677 an. Aus der Ehe mit seiner namentlich heute nicht mehr bekannten Frau (geboren 1655; gestorben 22. Juli 1716 in Stöckheim bei Wolfenbüttel), eine Tochter des anfangs in Celle, später in Wolfenbüttel tätigen Juristen, Hof- und Kammerrats Balthasar Hoyer, gingen seine gleichnamigen Söhne und Amtsnachfolger hervor:
- Johann Daniel Ramberg (1677–1730); heiratete die Sophie Elisabeth Eberlein[1]
- Johann Daniel Ramberg (1700–1754).[1]

Einer dieser Fallerslebener Amtmänner wurde Vater des späteren Kriegssekretärs, Kommerz-, Hof- und Geheimen Justizrats, Kunstsammlers und Malers Johann Daniel Ramberg.
Ramberg hatte weitere Kinder, darunter drei früh verstorbene Söhne, für die der Vater eine große Gedenktafel aus Sandstein anfertigen ließ, die sich heute an der Außenmauer der Kirche St. Adrian in Heiligendorf findet. Der lateinische Text lautet laut einer um 2011 getätigten Übersetzung der Lateinklasse des Schullehrers Thorsten Weigert des Theodor-Heuss-Gymnasiums (THG):

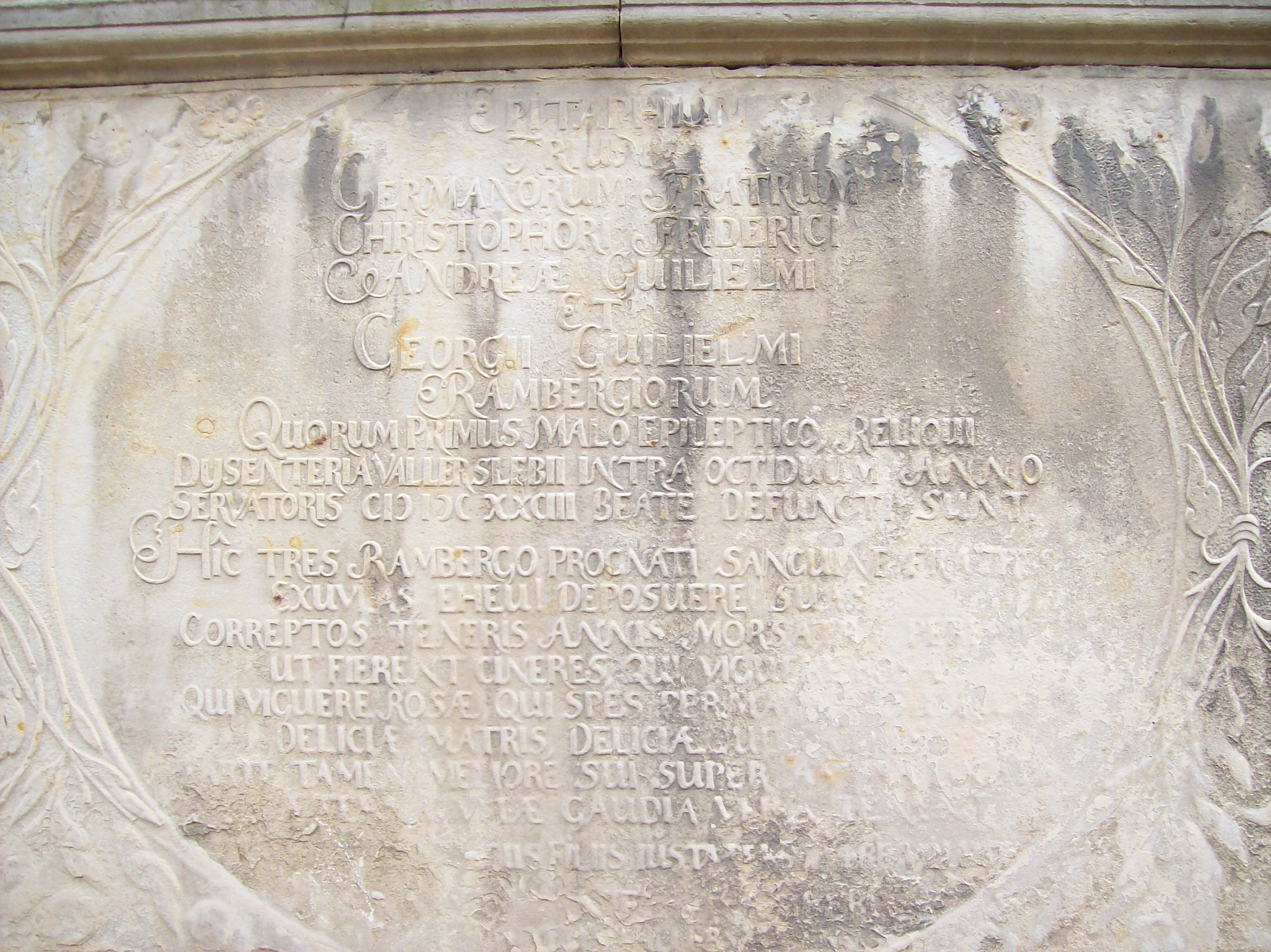
Epitaph für Christophori Friederici, Andreae Guilielmi und Georgii Guilielmi Rambergiorum an der Außenwand der Kirche in Heiligendorf

„Epitaph dreier deutscher Brüder Ramberg:
Christopher Friedrich

Andreas Wilhelm

und

Georg Wilhelm

von denen der erste an dem epileptischen Übel,

die übrigen an der Ruhr innerhalb von acht Tagen

im Jahre des Erlösers 1683 selig dahingeschieden

sind:

Hier haben drei von Rambergschem Blut geborene

Brüder

Weh! Ihre Haut niedergelegt.

Der dunkle Tod nahm und raffte sie in zarten Jahren

hinweg

damit sie, die als Rosen gelebt haben, zu Asche würden.

Die als Rosen gelebt haben, die die übergroße Hoffnung der Ihren waren.

Lieblinge der Mutter, Lieblinge des Vaters.

Dennoch besitzen sie, nachdem ihr besserer Teil über die Sterne versetzt wurde,

haben sie die wahren Freuden des ewigen Lebens inne.

Mit diesen Worten wollte Henning Daniel Ramberg, Amtmann von Fallersleben, seinen

vortrefflichen Söhnen ein Totenopfer leisten.“
Ihr Erbbegräbnis, möglicherweise eine Dotation auf das ausgeführte Amt, hatten die Fallerslebener Rambergs in Heiligendorf, wo sich über Jahrhunderte verschiedene Grabdenkmäler erhalten haben, ähnlich ihre Namen in dem 1691 begonnenen Kirchenbuch Heiligendorfs.
Henning Daniel Ramberg stiftete das 2000 Talern umfassende Rambergsche Legat, dessen Zinsen noch bis kurz nach Beginn der Deutschen Hyperinflation vor der Heiligendorfer Kirche an die örtlichen Armen verteilt werden konnten.
Ungeklärt ist die Herkunft zweier schwerer silberner Leuchter mit der Inschrift „C. R. C. P. anno 1655“ in der Kirche Heiligendorfs. Geklärt ist hingegen das zwischen zwei weißen, im Stil des Barock ausgeführten Säulen an der hölzernen Kanzel farbig bemalte Wappen, das eine üblicherweise bei Pflasterarbeiten eingesetzte Ramme mit zwei Handgriffen darstellt. Die Inschrift darüber lautet „Henning Daniel Ramberg fürstl. Br. Lüneburgischer Ambtmann zu Fallersleben anno 1704.“

## Schriften
- De injuriis ... DN Martini Mülleri ..., Giessae Hassorum: Hampel, 1663; Digitalisat der Österreichischen Nationalbibliothek

## Archivalien
Archivalien von und über Henning Daniel Ramberg finden sich beispielsweise
- in der Autographensammlung Kestner der Universitätsbibliothek Leipzig als zweiseitiger handschriftlicher Brief vom 19. Juli 1672 von Georg Christoph von Hammerstein aus Celle bezüglich „Holznutzungsrechte im Amt Liebenau“; in den Ausführungen dazu übersendete Hammerstein entsprechende Abschriften und erläutert, „Untertanen haben sich über Verwehrung traditioneller Nutzungsrechte beschwehrt.“ Der Absender bat darin den Adressaten um Stellungnahme und Bericht.[8]